# Москва-Сіті (станція МЦК)
Москва-Сіті (рос. Москва-Сити) — пасажирська платформа Московської залізниці, що є зупинним пунктом міського електропоїзда — Московського центрального кільця. Відкрита 10 вересня 2016 року під назвою «Діловий центр» (рос. Деловой центр) з початком пасажирського руху по МЦК. Розташована у Пресненському районі, біля Звенигородського шосе і Тестовської вулиці. Названа по розташованому поруч діловому центру «Москва-Сіті». Входить до складу транспортно-пересадного вузла, що містить станцію метро «Москва-Сіті». Перейменована на сучасну назву 31 березня 2024 року.
Зупинний пункт розташований на 658-метровій естакаді. Має одну острівну платформу, прозорі навіси зеленого кольору зверху і з боків, що захищають пасажирів від вітру і дощу.
Має один вестибюль, поєднаний з вестибюлем станції метро «Москва-Сіті» і підземним переходом під Тестовською вулицею. Вихід на обидві сторони Тестовської вулиці і до Ботанічного саду Сеченовського університету. На платформу станції з касового залу ведуть два ряди ескалаторів. На станції заставлено тактильне покриття. 

## Пересадки
- Міжнародна
- Тестовська
- Тестовська
- Автобус: м31, м32, с344, ст2